# Schloss Schlagenthin

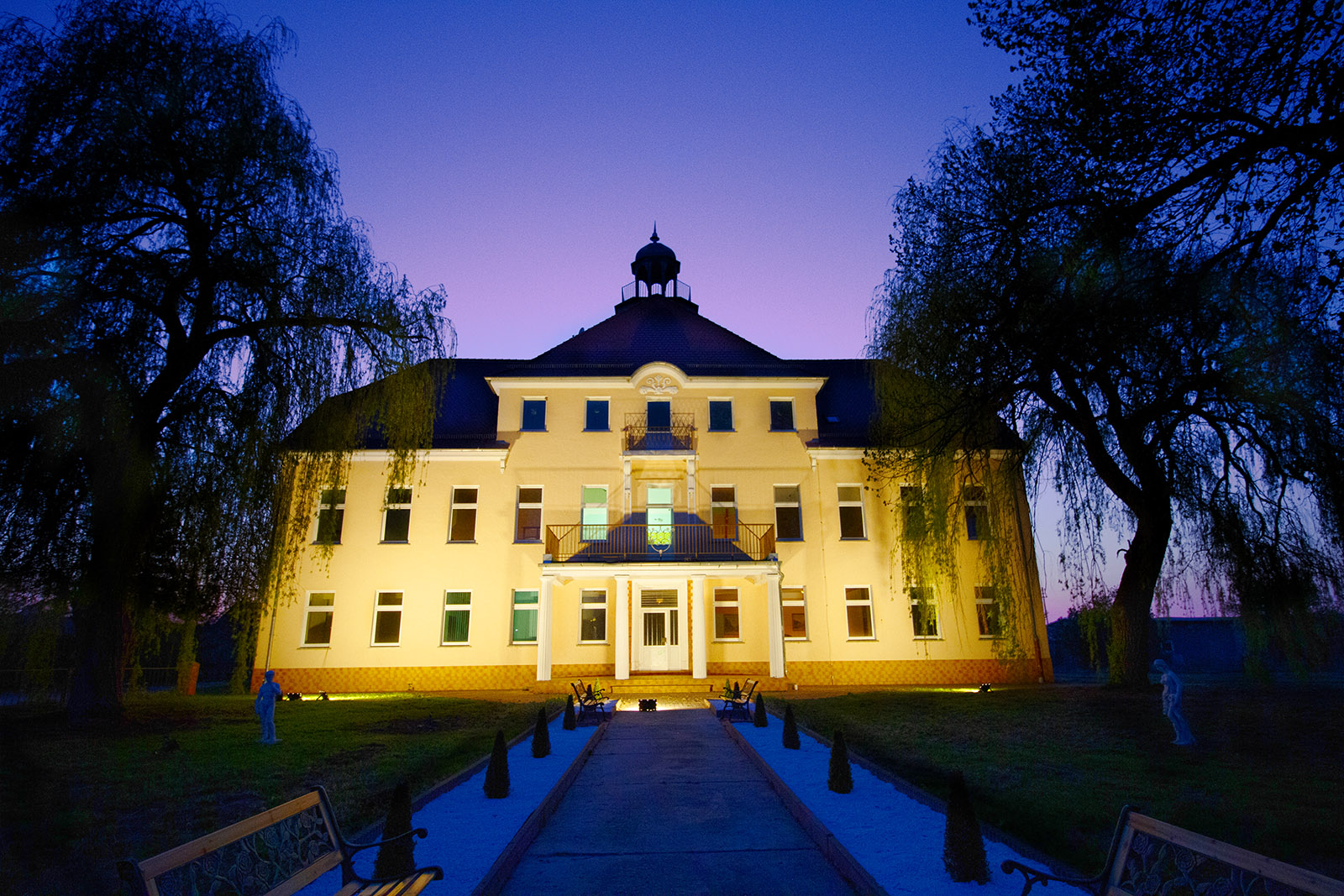
Schloss Schlagenthin 2019

Das Schloss Schlagenthin ist ein historisches Gebäude im Ortsteil Schlagenthin der sachsen-anhaltischen Stadt Jerichow.

## Geschichte

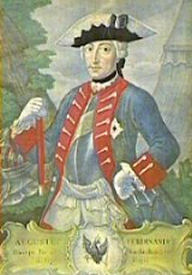
Prinz August Ferdinand von Preußen, Schlossbesitzer von 1767 – 1813

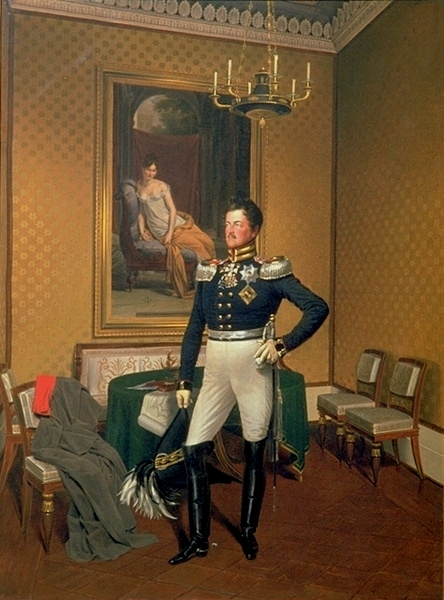
Prominentester Vorbesitzer 1813 – 1843: Prinz August von Preußen

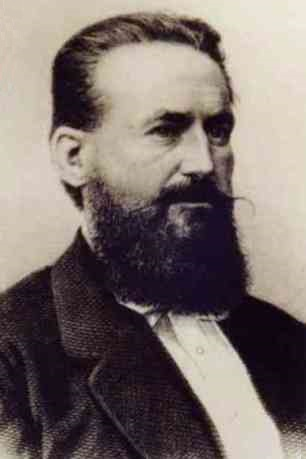
Graf Harry von Arnim, Schlossbesitzer 1843 – 1881

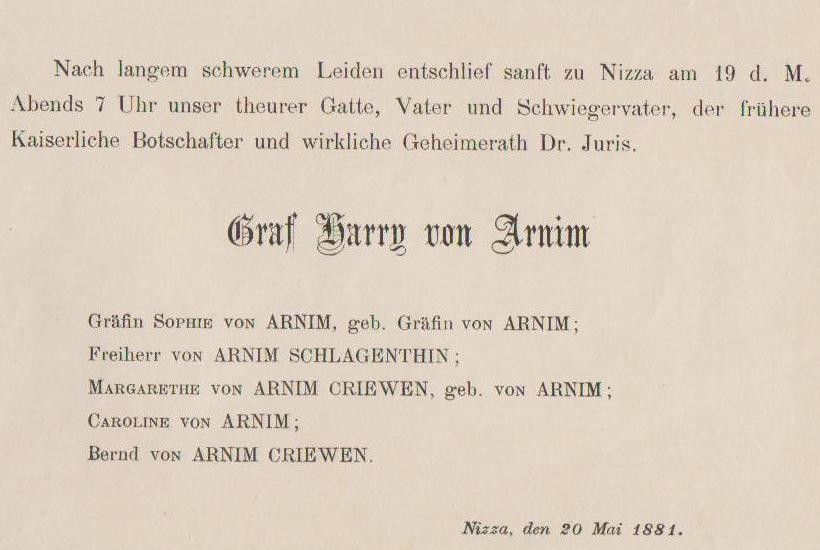
Traueranzeige zum Tode Harry von Arnims

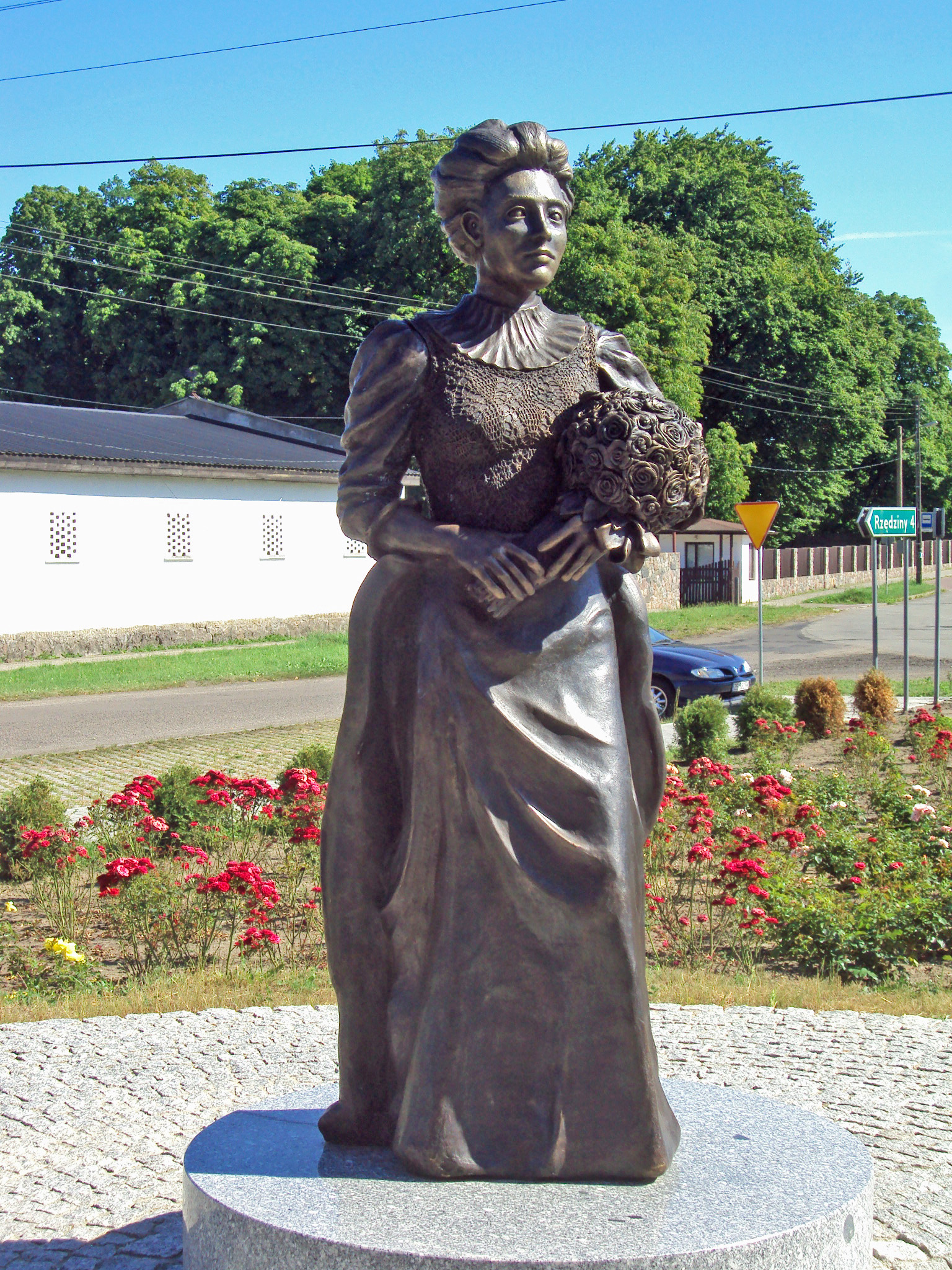
Elizabeth von Arnim-Schlagenthin-Denkmal in Posen, Schlossbesitzerin 1889 – 1910

Das Schloss war Bestandteil des Gutes von Tresckow, das seit dem 16. Jahrhundert in Familienbesitz war und ursprünglich über 2000 Hektar umfasste. In dieser Zeit wurde das Schloss als Verwaltungssitz des Gutes erbaut. Die Fläche des Gutes war großteils an Lehensmänner verpachtet.
Das Schloss ging mit seinem Gut im Jahre 1767 in den Besitz des Prinzen August Ferdinand von Preußen über.
Um 1843 wurde es nach dem Tod des Prinzen August von Preußen an Graf Harry von Arnim-Nassenheide verkauft, der das Schloss in dieser Zeit umbaute. Dadurch erhielt es im Wesentlichen die heutige Gestalt.
Nach seinem Tod erbte sein Sohn, der Graf Henning August von Arnim-Schlagenthin, das Schloss. Er war seinerzeit der Hauptinitiator des Baues der Bahnstrecke von Genthin nach Milow, die direkt am Schloss Schlagenthin vorbeiführte und dort auch einen Haltepunkt mit Gütergleis für den Abtransport landwirtschaftlicher Produkte hatte. Als Landwirt und Züchter galt sein Interesse der Züchtung neuer widerstandsfähiger Kartoffel- und Getreidesorten sowie der Rinder- und Schweinezucht.
Bei einer seiner Urlaubsreisen lernte er 1889 in Rom die 15 Jahre jüngere englische Autorin Elisabeth Mary Annette Beauchamp kennen, die er kurz darauf heiratet. Sie nannte sich zukünftig Elizabeth von Arnim-Schlagenthin. Sie zog nach Schlagenthin und verfasste dort etliche ihrer Werke. Ihre Werke sind großteils biografisch angelehnt. Der 1898 anonym in London veröffentlichte Tagebuch-Roman Elizabeth and her German Garden (Elizabeth und ihr Deutscher Garten) wurde ein Verkaufserfolg und erfuhr acht Auflagen. Die Erfahrungen mit der Gartenpflege, die sie in diesem Buch veröffentlichte, gewann sie im Schlossgarten Nassenheide als auch im Schlossgarten zu Schlagenthin.
Nach dem Tod ihres Mannes verkaufte sie im Jahre 1910 das Schloss samt landwirtschaftlichen Teil von ca. 675 ha an den Baumeister Iwan aus Schersenz bei Posen. Nach dessen Tod im Jahre 1941 wurde Dr. Schurig aus Paulinenaue neuer Eigentümer. Er wurde im September 1945 im Zuge der Bodenreform enteignet. Der forstwirtschaftliche Teil des Gutes wurde ebenfalls 1910, an die Gebrüder Alfred und Hugo Moll aus Neubeckum verkauft. Diese Brüder bauten in Genthin ein Sägewerk auf und lieferten das Holz als Grubenholz ins Ruhrgebiet. Auch dieser Besitz wurde im September 1945 enteignet.
Ab 1946 war das Schloss mit seinen verbliebenen Nebengebäuden Sitz der landwirtschaftlichen Genossenschaft Maschinen-Traktoren-Station (MTS). Ab diesem Zeitpunkt bis ca. 1992 wurde am Schloss nur der aktuelle Zustand gehalten, aber keine Sanierungen durchgeführt.
Um 1970 wurde das Schloss umgebaut und als Kinderferienheim genutzt. Im Jahre 1991 übergab die Stadt das Kinderheim an einen privaten Träger. Das Schloss wurde um 2010 für ca. 1 Mio. Euro saniert und modernisiert. Das Kinderheim wurde ca. 2014 geschlossen. Das Schloss ging später in Privatbesitz über.
Obschon ein geschichtsträchtiger Ort, war das Schloss nie ein öffentlich zugängliches Gebäude oder Museum. Es ist, trotz seiner Geschichte, bisher nicht besonders bekannt geworden. Da es ständig im Privatbesitz war, ist über die Raumaufteilung, deren Veränderungen und wann sie genau erfolgt sind, nicht viel bekannt. Ursprünglich gab es einen Gartensaal, einen Ball- oder Konzertsaal, einen Bankettsaal und andere typische Funktionsräume, die im Wesentlichen noch vorhanden sind. In den Obergeschossen wurden die großen Räume teilweise durch Leichtbauwände bei den Umbauten 1970, 1991 und 2010, verkleinert und in Einzelräume aufgeteilt. Nach Auskunft von ehemaligen Mitarbeitern des Kinderheimes wurden die Umbauten so ausgeführt, dass die Grundstrukturen durch Entfernen der Leichtbauwände wieder herstellbar sind.

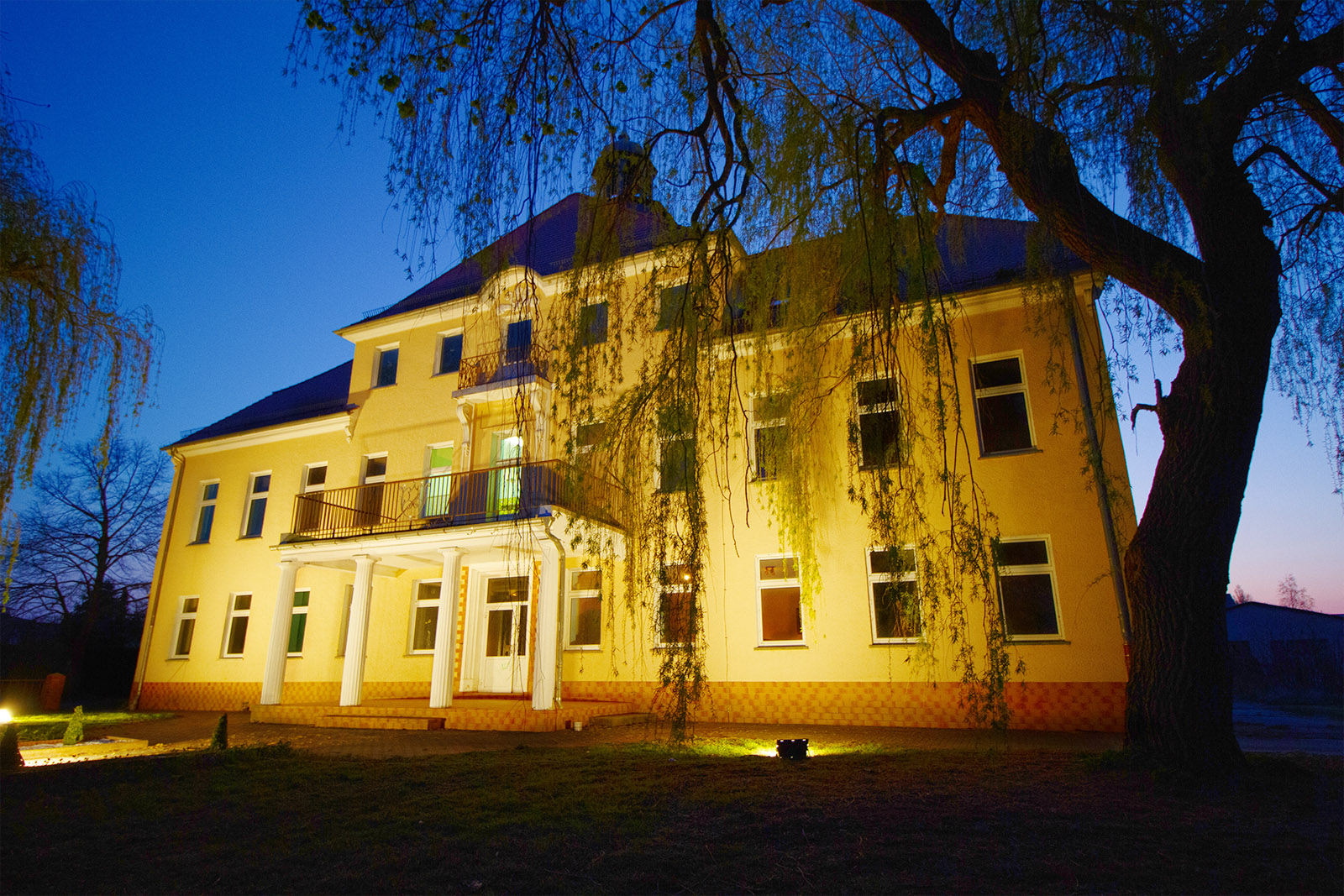
Nachaufnahme der Frontseite
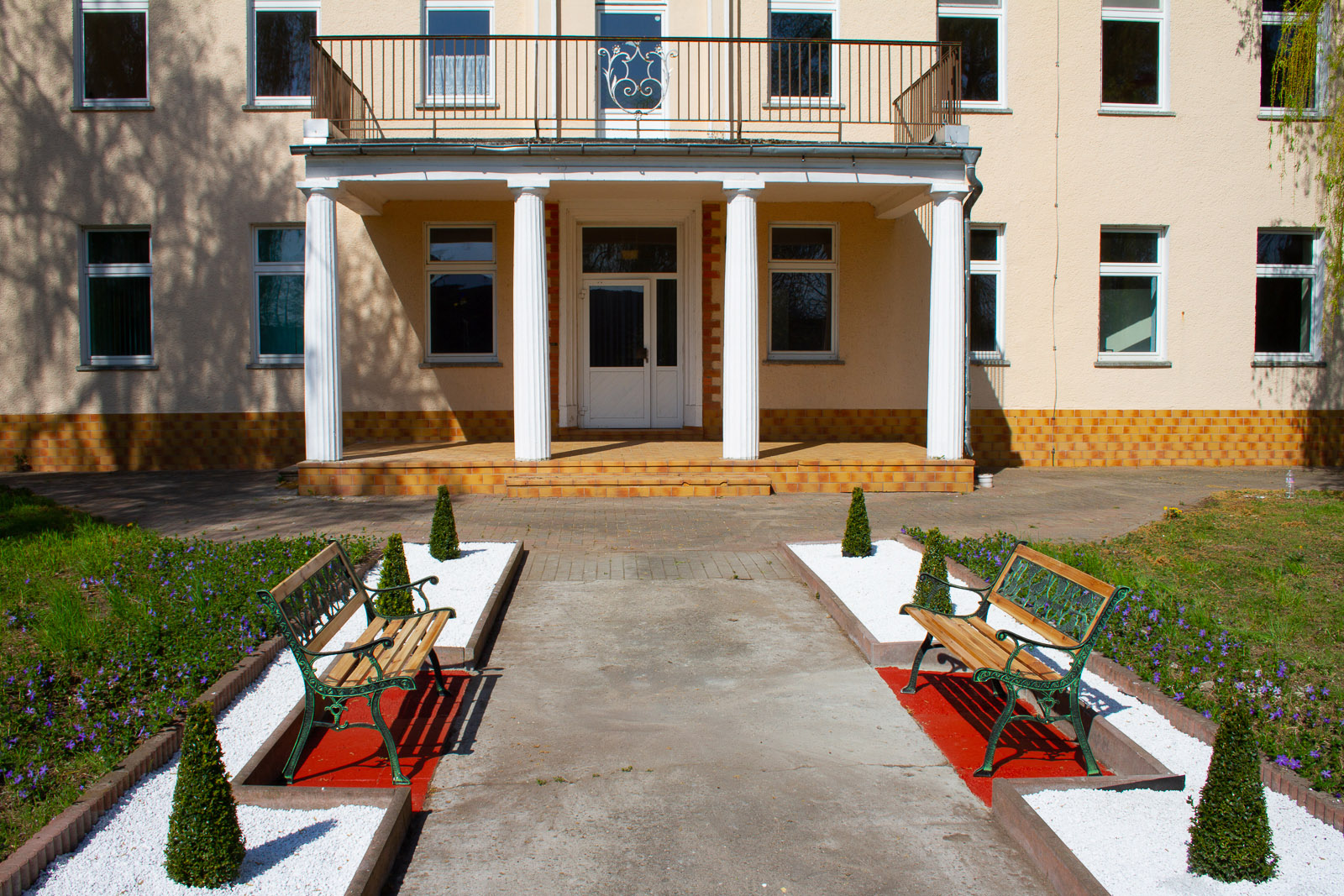
Zugang über Hauptweg
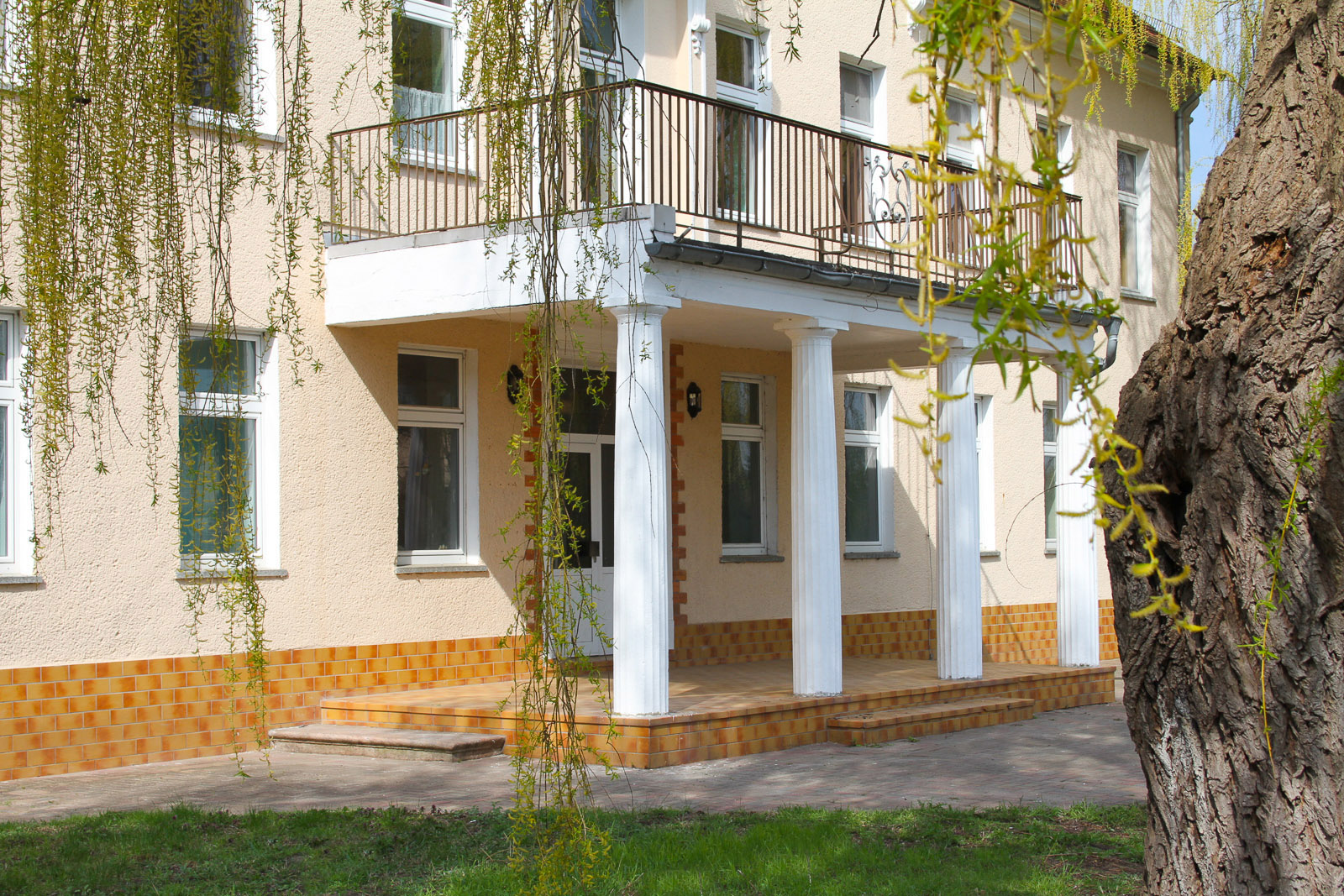
Balkon über Gartensaal
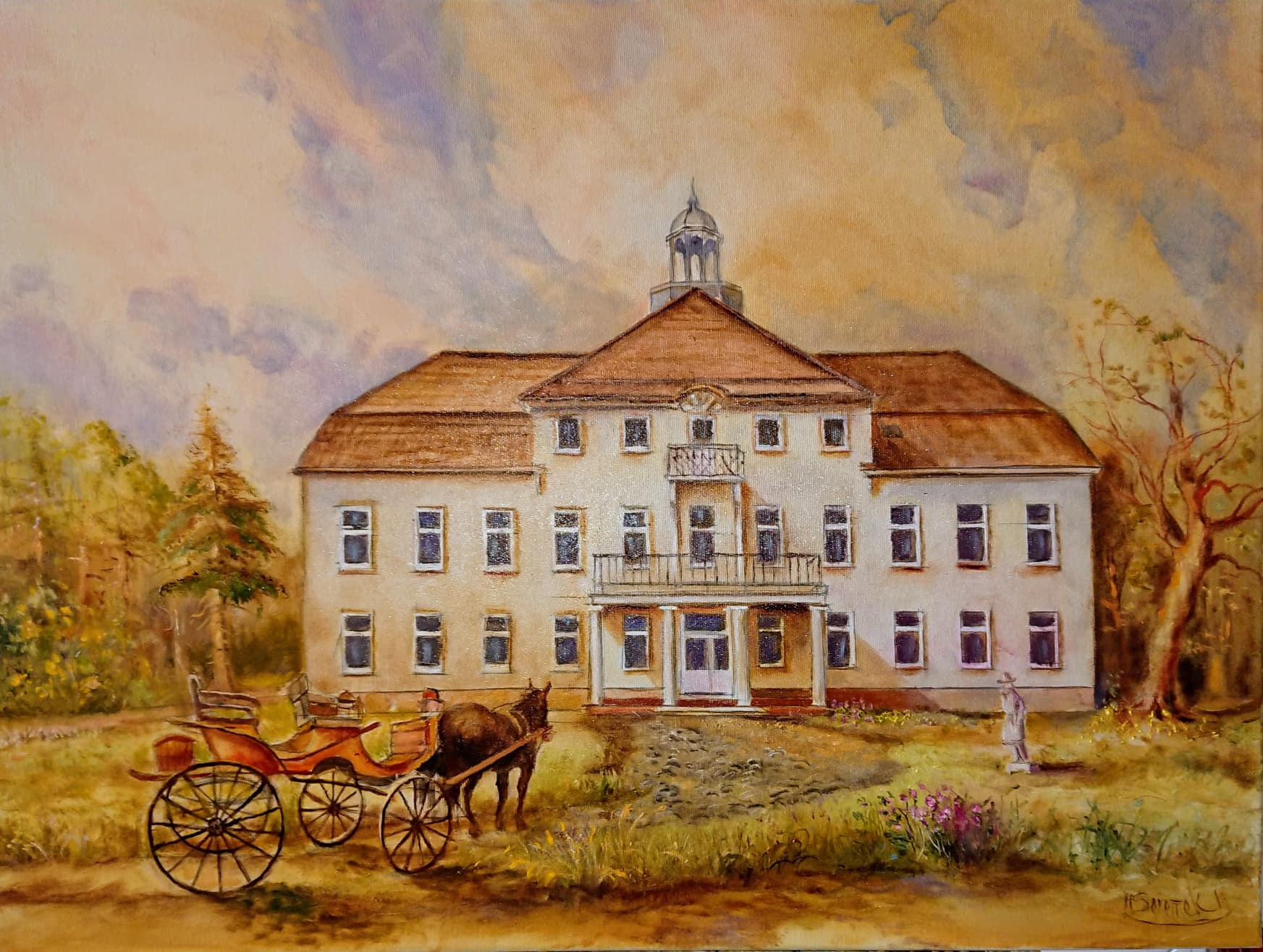
Ölgemälde Schloss Schlagenthin, ca. 1900
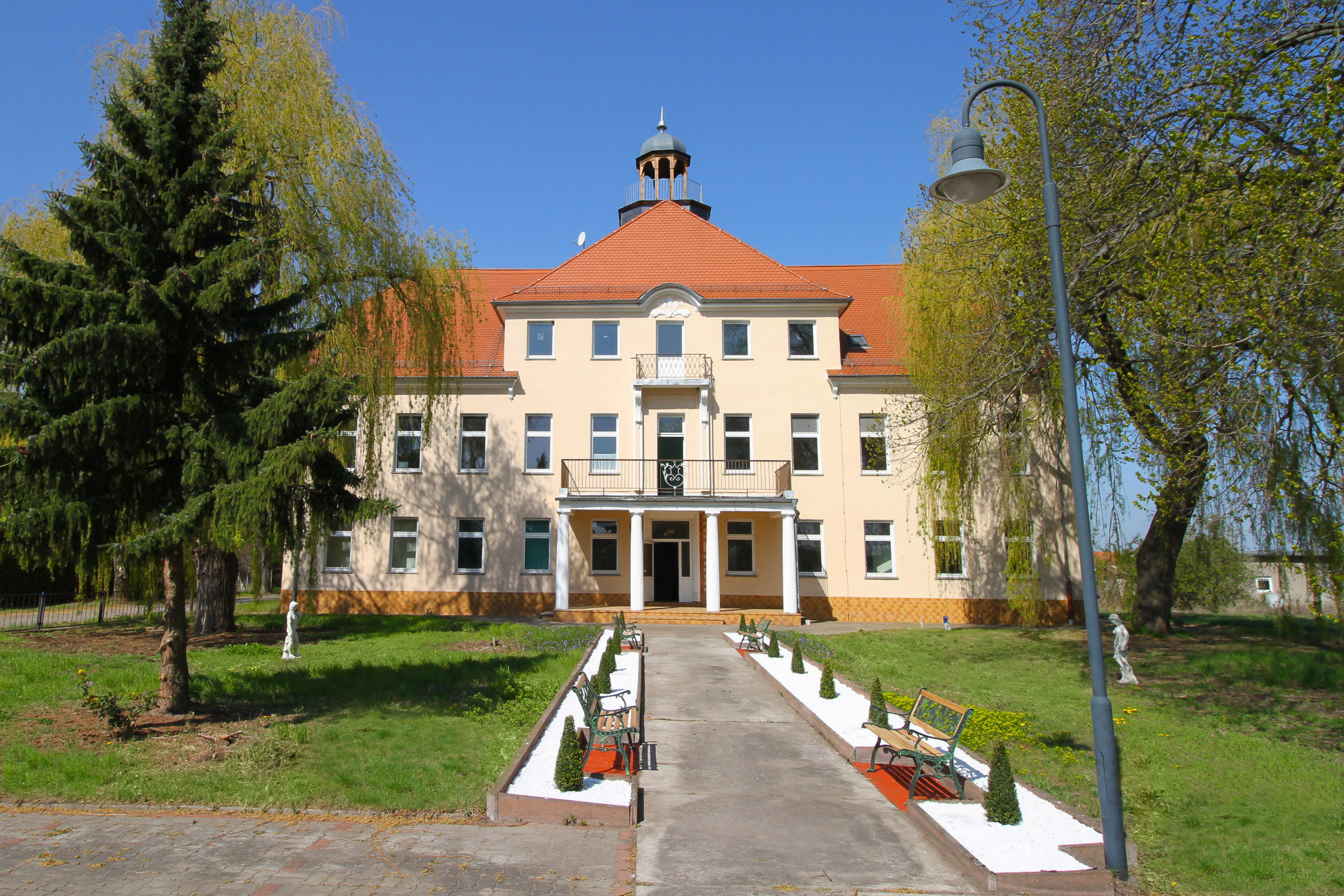
Schloss Schlagenthin, April 2019

## Sagen

### Sage von der Rose von Schlagenthin
Im Mai 1603 wurde dem Gutsherren Jochen von Tresckow im Schloss Schlagenthin eine Tochter geboren und auf den Namen Anne Dorothea getauft, doch man nannte sie allerorts nur „Röschen“. Röschen wuchs heran und erkundete gern die weitläufigen Gutsflächen ihres Vaters. Eines Tages wurde sie fernab vom Schloss bei einem ihrer Spaziergänge plötzlich von einem Rudel Wölfe umstellt, die sie knurrend bedrohten und in eine lebensgefährliche Situation brachten. Der junge Pfarrer Rolf Gerhardt eilte ihr zu Hilfe und vertrieb die Wölfe mit einem Stock. Röschen verliebte sich in ihren Lebensretter. Sie war allerdings einem Herren höheren Standes versprochen. Dennoch trafen sich die Liebenden heimlich. Hiervon erfuhr der gestrenge Vater. Marodierende Söldner erschlugen eines Tages in seinem Auftrag den jungen Mann, was Röschen nie verwinden konnte. Immer wieder ging sie mit Blumen an sein Grab – so auch an jenem Tag, da man sie tot mit einem Rosenstrauß neben der Ruhestätte ihres Geliebten fand.

### Sage vom Teufel am Schloss Schlagenthin
Vor über 300 Jahren, als noch an Stelle der heutigen Chaussee der alte mit verkrüppelten Weiden besetzte Feldweg von Kleinwusterwitz nach Schlagenthin führte, soll es an der damaligen Brücke unweit des Faulen Sees, der damals noch viel größer war, und dem Schloss eine Zeit lang gespukt haben. Leute, die um die Mitternachtsstunde die Brücke nahe am Schloss passierten, wollen dort den leibhaftigen Teufel mit Hörnern und feurigen Augen bemerkt haben und die Furcht vor dieser unheimlichen Erscheinung war so groß, dass niemand aus Schlagenthin nachts mehr über diese Brücke gehen wollte. Nun war damals an der Schlagenthiner Schule ein Kantor, der hieß Köppen, ein beherzter Mann, der den Teufel dort gern einmal gesehen hätte. Als er dann nun in einer Nacht spät aus Kleinwusterwitz heimwanderte und an diese verrufene Brücke kam, sah er neben derselben tatsächlich etwas Unheimliches sich bewegen. Über den Graben zeigte sich ein schwarzer Kerl mit großem Kopf, ja sogar mit Hörnern, langen Ohren und leuchtenden Augen. Doch furchtlos ging der Kantor auf diese Erscheinung zu und sah nun in der Nähe, dass es ein schwarzer Ochse war. Derselbe war vor längerer Zeit ausgebrochen und vermisst, hielt sich des Tages über im dichten Erlengebüsch am Faulen See verborgen und suchte des Nachts an den Wegrändern seine Äsung. Die Bauern machten nun Jagd auf das verwilderte Tier, fingen es ein, und seitdem ist das Gespenst an der Brücke verschwunden.